# 虹色のトロツキー
『虹色のトロツキー』（にじいろのトロツキー）は、安彦良和による日本の漫画。『月刊コミックトム』（潮出版社）にて、1990年11月号から1996年11月号まで連載された。
昭和初期の満州国を舞台にした作品であり、日蒙ハーフの主人公が当時メキシコに亡命していたレフ・トロツキーを満州に招く「トロツキー計画」に関わり、紆余曲折を経ながら自身のルーツや民族的なアイデンティティへと迫っていく。
潮出版社から単行本、中央公論社より中公コミック文庫版、双葉社より愛蔵版が出版されている。

## 作品背景
作者の安彦は1989年に公開されたアニメ映画『ヴイナス戦記』の製作終了後、「アニメの世界から距離を置きたい」「アニメの色を打ち消した作品を手掛けたい」という希望を持ち、古代史を題材とした『ナムジ』を描き始めるが、次いで、特に面識もないのに何故か毎月献本されていた『コミックトム』へ持ち込みに近い形で作品を発表することになった。安彦は当時について「『コミックトム』という非常に面白い雑誌にチャンスをもらった。横山光輝さんらもいて、それこそ祝祭感というか、ウキウキしていたのを覚えています」と語っており、献本されていたのも『石の花』を連載していた坂口尚の紹介ではないか、としている。また、安彦の企画にゴーサインを出したのも『石の花』の担当編集者であった浮田信行だった。
作品を手掛けるにあたり「従来の被害と不正義を告発するような被害者的視点と、『馬賊もの』と称されるようなお楽しみ系、そのどちらでもないものを描きたい」と考え、「等身大の主人公に視点を置きつつ、同時に政治的な満州を見渡す」ことを意図した。本作品の舞台となった満州国および第二次世界大戦前夜の世界情勢は、さまざまな勢力が敵や味方、思想の左右を問わず、離合集散を繰り返すなど複雑とした様相を呈していたが、こうした情勢をウムボルトという主人公を創作することで作者なりに追体験している、としている。
さらに構想の過程で建国大学という題材に辿り着き、OBに取材を申し出て当時の資料を参考にするうちに興味を抱き、建大を舞台にした青春記に転換することも考えたが、心が惹かれるテーマが多く、実現することはなかった。また、作品終盤には、満州国の終焉や国共内戦まで描くべきかと悩んだが、主人公・ウムボルトが生きるには歴史が過大すぎるという考えから最終的にはノモンハン事件で物語を閉ざさざるを得なかったとしている。
なお、『ユリイカ』2007年9月号のインタビューによれば、構想の段階では『将軍とトロツキー』というタイトルであり（将軍とは石原完爾の意）出版社側からはトロツキーという名と堅いタイトルから難色を示されたが、トロツキーをタイトルに入れることにこだわり、彼の伝記ではないという説明を行った上でタイトルを変更したという。無難なものではなく堅いタイトルにこだわった理由については「アニメの片手間に描いているのではないというサイン」、あるいは「表現者としてアジア主義に取り組むぞというひとつの意志表明」としている。

## あらすじ
1938年（昭和13年）6月、日蒙混血の青年・ウムボルトが建国大学（建大）に特別研修生として編入するところから話が始まる。彼は幼い頃にトロツキーに似た何者かに家族を虐殺され、自身も記憶を失っていた。ウムボルトは周囲とぶつかりあいながら、自らの失った記憶と混血故に曖昧なアイデンティティを求めている。ウムボルトは後見者でもある関東軍の石原完爾や合気道師範の植芝盛平らから、亡き父である深見圭介が陸軍の大陸工作に関わっていたことや、それが記憶を失う原因につながっていることを掴むが、はっきりしたことは分からずじまいだった。
その後、石原が病気療養のため本国に帰還したことで、ウムボルトの後見は石原の部下であり信奉者でもある辻政信に一任される。もともと石原自身がウムボルトの記憶を利用して「トロツキー計画」を実現させようとしていたとはいえ、石原は謀略の犠牲となったウムボルトへの贖罪の意図もあって建大に編入させていたようだが、辻はウムボルトを謀略のための手駒としてしか見ていない。ウムボルトは辻からの命令を反故にして故郷に戻り、幼馴染で抗日運動家の孫逸文ことジャムツや、彼と行動を共にする麗花と出会い、彼らと今後も同志として情報を交換する旨を約束する。建大に戻ったウムボルトは、五族協和の理想からかけ離れた満州の現状に抗おうとする日本人学生たちと出会う。そのうちの一人が発した若山牧水の詩を聞いたウムボルトは、記憶を失う原因を知りたいという探求心から、あえて「トロツキー計画」の渦中へと飛び込んでいく。
ウムボルトは辻とともにハルビンへと赴き、かつて父と関わりのあった亡命ロシア人と接触するが、その矢先に男は何者かの手により謀殺される。さらにウムボルトは「トロツキー計画」を危ぶむユダヤ評議会の手の者によって拉致され、ハバロフスクに送られそうになるが、ジャムツ、麗花ら抗日戦線のメンバーによって救出される。抗日戦線の宋丁良らの密告によってウムボルトの生存を確認した辻も、かつて抗日運動をしていた時に一度ウムボルトを逮捕したことのある奉天特務機関の楠部金吉に指示を出し、ウムボルトの確保に乗り出す。混乱の中、ジャムツとはぐれたウムボルトは、直接対決の末に楠部を殺害することになる。これにより表社会に戻れなくなったウムボルトであったが、堂々と日本人と戦い勝利する姿を見た宋丁良は、自分たちの頭目に迎える。ウムボルトは「真の五族協和を成し遂げたい」と理想を掲げ意気込むも、宋は組織としての行き詰まりを打開するべく、抗日聯軍第八軍を率いる謝文東を頼ることを進言。1939年（昭和14年）1月、牡丹江で謝の第八軍に合流する。

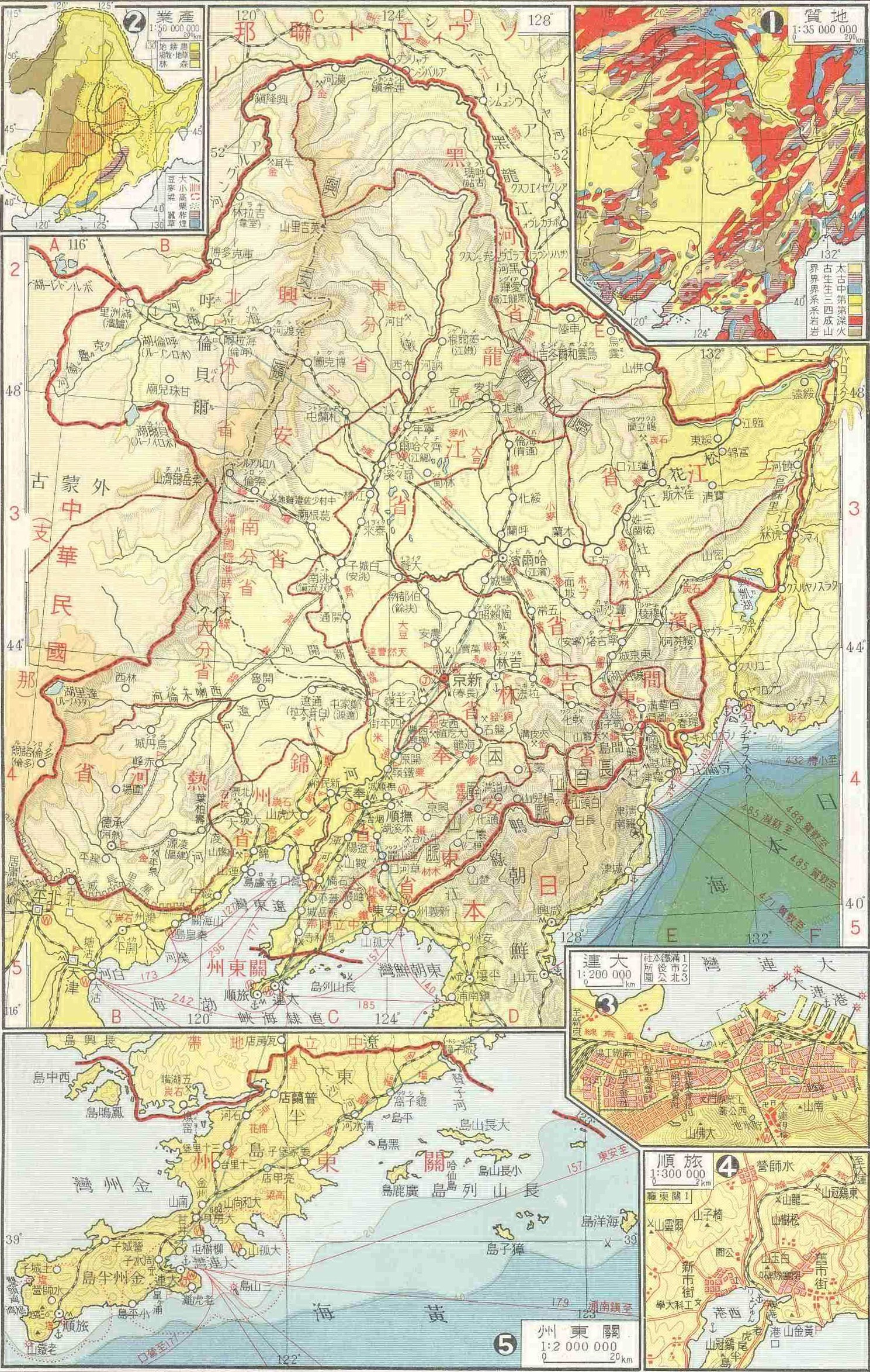
満州国の地図。

同年2月、内地では舞鶴要塞司令官となった石原の下を元新聞記者の尾崎秀実が訪れていた。尾崎は近衛文麿のブレーンという肩書きの持ち主で、満鉄調査部嘱託として満州に向かう予定なのだという。尾崎は石原の思想に賛同し東亜連盟の活動への協力を申し出る一方で、対ソ工作の中止を訴えるが、満州在住の日本人居留民への想いと、ソ連への危機意識が念頭にある石原は拒絶する。が、後に心変わりを起こした石原は辻宛てに謀略を思い留まるよう促す電報を送り、彼を驚愕させるのだった。
その頃、ウムボルトは、建国大学で学習した知識や技術によって活躍、宋の死後は部隊を名実ともに引き継ぎ、その実績によって謝からも信頼を置かれるようになる。一方で第八軍は寄せ集めの集団でしかなく、敵となった満州国軍も満州民族により構成された軍隊であり、ウムボルトは戦いに空しさを覚える。また、謝の方針に異を唱えるものが現れるなど離反者が続出、日本軍の工作により組織壊滅は時間の問題となる。こうした状況の中、ウムボルトは露営する雪山の中で、かつての師匠・植芝に伴われた安江仙弘大佐と対面し、聯軍としての活動を終えることになる。
同年3月、ウムボルトは父のかつての同僚でもあり、関東軍大連特務機関長にしてユダヤ通である安江に「トロツキー計画」と呼ばれる謀略の阻止と辻政信参謀の暴走を止めるため協力するように要請される。ここで、ウムボルトは初めて自分の父が関わっていた謀略「トロツキー計画」について部分的に知ることになり、なぜ母が（トロツキーに似た人物に）殺されたのか、彼は何者だったのかを知るために、安江に従うことになる。安江のもう一つの目的は石原同様に謀略の犠牲になった同僚（深見圭介）の息子を保護することにあり、そのため、ウムボルトは満州国軍に少尉として任官し満州国の士官学校である興安軍官学校に赴任する。
軍官学校では初めて同僚として赴任する日本人とも交流を深め、モンゴル人の生徒と相対する中で自らのアイデンティティへの認識を深めていく。さらに、校長代理であり幼少期に親しくしていたウルジン将軍と再会して、過去の断片的な記憶を取り戻すとともに、ここでもまた「トロツキー計画」について聞かされる。その際、ウルジンはウムボルトに対して彼の中に隠された記憶の危険性から、仇討ちを思い留まり、現実と折り合いをつけることこそが、最善の道だと忠告をする。
その後、ウムボルトは安江大佐の命を受けて上海へ渡り、「トロツキー計画」を阻止するべく幼い日の記憶に残る謎の男「偽トロツキー」と対面する。が、既のところで阻まれた上、ウムボルトは頑なに「幼い日のトロツキーと偽トロツキーが同一人物」とは認めようとはせず、安江らによる妨害工作は失敗に終わる。ウムボルトはこのあたりで「トロツキー計画」と自分の家族に起きた事件の全貌をほぼ掴んだのだが、事件の真犯人は分からない。そのことは安江も気づいており、これ以上ウムボルトを工作活動や「トロツキー計画」と関わらせていては（ウムボルトにとって）危険との犬塚惟重大佐（安江とともにユダヤ人工作をしていた）の判断により、ウムボルトは再び興安へと戻される。
上海から興安へと向かう汽車の中でウムボルトはジャムツと再会する。ウムボルトは上海で何者かに命を狙われていたが、それが満州国軍人・ジョンジュルジャップの指示によるものだと伝えられる。さらに彼から、日ソ間でまもなく大規模な戦争が始まるという情報を伝えられ、「中国戦線で孤立を深める日本に大義はなく、やがてソ同盟による正義の鉄槌が下される」と裏切りを勧められる。一方、ウムボルトは「言い分はもっともだが、ソ連の側にのみ正義がある訳ではない」と断り、安江大佐宅から失踪した後にジャムツの下に拘束され洗脳を受けていた麗花を助け出し、彼と袂を分ける。
同年5月、満蒙国境付近では関東軍と外蒙古（モンゴル人民共和国）との小規模な戦闘が続いていた。その外蒙を支援するソ連軍がハルハ川を越えて進軍中という情報を得た辻は功名心にかられ、国境付近への増派を決定。同僚の服部卓四郎らとともに内地の陸軍省ばかりか関東軍司令部までも欺き、独断で大規模戦闘を開始すべく次々と作戦立案を実行し、ついにノモンハンでの軍事衝突へと発展する。この直前、蒙古少年隊へ派遣されていたウムボルトは、少年隊付きのままノモンハンにかり出されることになる。ノモンハンでは少年隊と軍官学校生徒隊という練度・経験ともに低い部隊が最前線に配置され、ほぼ捨て駒の状態に置かれてしまうが、戦場という極限状態での共同生活、恩師辻権作少将との再会や花谷正大佐ら関東軍司令部と野田又雄少佐ら末端司令官の対立を目の当たりにして、ウムボルトは民族的なこだわりすら超越した認識を持つようになっていく。
同年6月、ウムボルトら少年隊・生徒隊は壊滅的な被害を受けるが、野田らの立案・ウムボルトの実行による満州国軍正規部隊との連絡と、正規部隊を率いるウルジンの進言によって、ようやく配置転換と補給が発令される。この後、ウムボルトはジョンジュルジャップの手引きにより関東軍司令部を訪れ花谷大佐と対面、「帝国陸軍の総意の下、対外工作に関わり張作霖爆殺事件の首謀者となった河本大作大佐を、さらなる嫌疑の露見から守るため、田中隆吉の手により両親は殺害された」という、自らの失われた記憶に関する事件の真相が明らかとなる。さらに「帝国陸軍の大義と国家の繁栄のために、犠牲は必要だった」と弁明する花谷に対し、ウムボルトは「他者に犠牲を強いるような大義に、正義はない」と憤りを見せ、刀の柄に手をかけるが彼を倒すまでには至らない。が、これによって危険視されたのか、少年隊や生徒隊の後方送致後もウムボルトだけは連絡役として前線に残されることになる。
同年8月中旬、内地では石原の下を尾崎が再び訪れていた。尾崎は関東軍の制止と対ソ戦の即時回避のための協力を訴えるが、石原は納得のいく回答を示さない。意を決した尾崎は「まもなく日本の同盟国であるナチス・ドイツがソ連と不可侵条約を結ぶ」という情報を伝え、日本の対ソ戦プランは形骸化すると訴える。さらに「ソ連と結ぶことこそが石原の唱える王道実現の最善の道」と続けるが、石原は「所詮、政治も戦争も騙し合いの連続であり、純粋な者は利用され捨て去られるのみ」と取り合わない。二人の対話が物別れに終わった後、険しい顔つきの石原はノモンハンの地にいるウムボルトのことを想い遠くを見つめる。
その頃、ノモンハンの戦場では、石原の信奉者であった辻がソ連相手に一大決戦を挑み、幾百万の犠牲を強いてでも東亜の地に王道楽土を実現せんと息巻いていた。一方、前線のウムボルトは刻々と戦況が悪化する中、ソ連に投降しようとする日本兵に拳銃で撃たれるも、かろうじて命を繋ぎ止めて荒野をさまよっていた。ウムボルトは薄れゆく意識の中で「来るべき理想の世界」を夢想するが、果たすことなく力尽きる。
それから時が経ち、舞台は現代の東京へと変わる。1992年（平成4年）9月、建大OBと彼の下に取材に訪れた作者との対話の中で、ウムボルトの戦死が伝えられ、麗花は一人息子とともにウルジン将軍の庇護を受けてハイラルに住み、丘の上からノモンハンの方向を見つめていたという後日談が語られる。2年後の1994年（平成6年）秋、ウムボルトの息子が父の死の真相を知るべく東京秋葉原に現れ、その姿がウムボルトに重なっていく場面で物語は終わる。

## 登場人物

### 主要人物
ウムボルト
本作の主人公。日本陸軍中尉・深見圭介と蒙古人の母との間に生まれたハーフ。
大陸工作に関わっていた父に伴って新疆省伊寧で少年時代を過ごす。10年前、何者かに襲撃された際に父母の記憶を失い、通遼にある母の実家へ預けられる。奉天の師範学校で抗日活動をしているところを憲兵に捕らえられ厳しい拷問を受けるが石原莞爾に助けられ、建国大学に特別研修生として入学する。その後、満州にレフ・トロツキーを招聘する「トロツキー計画」に協力するように要請されることになり、石原の意志を継ぐと自負する辻政信、抗日運動家のジャムツ、「トロツキー計画」に反対する安江仙弘をはじめ、さまざまな人々の思惑が交錯し、それに翻弄されながらも、自身の失った記憶を手繰り寄せようとする。
何らかの肩書があった方が身の安全になる、という安江からの勧めから興安軍少尉となり、作品終盤ではノモンハン事件に参加する。
ジャムツ
孫逸文の偽名で活動する政治運動家、東北抗日聯軍政治委員。共産主義者。
ウムボルトとは幼馴染の間柄。抗日聯軍を指導するが寄せ集めの組織の脆さを認識しており、ウムボルトを組織に引き入れようとする。一方で建大での経験を経て次第に日本人に理解を示そうとするウムボルトの姿勢を嘲るような態度を取る。また、奉天特務機関の楠部金吉に踏み込まれた際に袋叩きにされ、命からがら逃げだしたことに劣等感を抱えている。作品終盤では、満洲国軍人・ジョンジュルジャップの下で「王」の偽名で活動し、ウムボルトに満蒙国境付近でソ連軍による大攻勢が行われるという情報を伝え、共産側への寝返りを勧めるが拒絶される。
麗花
歌手、抗日運動家。シボ族とウイグル人のハーフ。容姿は李香蘭にやや似ている。日本人および日蒙ハーフのウムボルトを嫌っていたが、憲兵からの追跡を受け彼と行動をともにするうちに、打ち解けるようになる。特務機関の楠部に踏み込まれジャムツが失踪した後、ウムボルトと関係を持つようになり、組織消滅後はともに安江大佐宅に身を寄せるも、ウムボルトが興安軍少尉になると知り失踪する。その後、ジャムツに拘束され人格矯正を受けていたが、ウムボルトに助け出され、彼との子供を身籠ることになる。
石原莞爾
日本陸軍少将、関東軍参謀副長。
満州事変の立案・実行者であり、「陸大創設以来の頭脳」と称される。本作中では反スターリン派の大物であるトロツキーを満州に招聘することでソ連を牽制しようと試み、辻らを動かしながらその実現を計ろうとしている。上司の東條英機を馬鹿呼ばわりするような自信にあふれた謀略家であるが、ウムボルトの両親を死に追いやってしまった過去の負い目から、親代わりとして彼を見守ろうとする一面もある。病気療養という名目で帰国後も、泥沼の様相を呈する日中戦争を終結させるには北のソ連の脅威に目を向けさせるほかないと考えていたが、健康の問題もあって心境に変化が生じ、作品中盤では辻や服部らの独走を戒める電報を送る。
辻政信
日本陸軍少佐、関東軍作戦参謀、建国大学設立主任。
石原の信奉者であり、黒縁丸眼鏡に大きな鼻が特徴的。中国人に変装することもあるが、特徴を隠しきれていない。功名心に飢えた野心家であり、声が異常に大きな人物として描かれている。対ソ戦争開始のための謀略に東奔西走し、命令偽造や自殺強要も平然と行う。物語中ではウムボルトと最初から最後まで数多くの行き来があるが、辻はウムボルトを謀略のための利用価値の面からしか考えていない。本作品では狂言回しのような役回りで登場する。

### 建国大学
作田荘一
建国大学副総長、元京都帝国大学教授。穏健な人物で、関東軍参謀・辻政信からのウムボルトを研修生としてものにして欲しいという無理強いを、特例という条件で預かる。建大の、民族により学生を差別しない校風は彼の指導によるところが大きい。
中山優
建国大学教授。漢文学の大家。東亜連盟論者であり近衛文麿のブレイン。老荘思想を信奉している懐の深い人物である。傲岸不遜な石原や甘粕も中山には頭があがらない。石原たち日本人の謀略に振り回され苦悩するウムボルトに「善悪とは剣の両面に過ぎない。蛇の毒でも人を救う薬になることがある。もっと深く広く人間を見つめなさい」と親しく教える。史実では建国大学に籍を置きながら、中国各地を巡っていた。中山ほど中国人に慕われた日本人はいないとする人もいる。
辻権作
日本陸軍少将、建国大学教授（教練担当、学監）。
日露戦争の旅順攻囲戦に小隊長として参戦する。兵隊あがりで、陸軍士官学校には7度目の挑戦でやっと合格する。疎開戦法小部隊戦闘指揮研究の大家。第一次上海事変に出征し勇名をあげ、予備役となった後は満州建国大学教授となる。武骨で不器用、人情に富んだ人物であり、シャープな戦略家の石原莞爾とは対照的な軍指導者のタイプとして描かれている。建国大学の学生を民族の分け隔てなく熱心に教えている。物語中でウムボルトが親近感を終始おぼえつづける数少ない日本軍人の一人である。ノモンハンの戦場視察の際に最前線でウムボルトと再会した。謀略に溺れている辻政信や花谷正をときどき叱りつける。
興安軍特別顧問の野田とは徳島43連隊長時代の上司と部下という間柄。
植芝盛平
合気道創始者として建国大学で指導にあたる。かつて出口王仁三郎とともに満蒙分離工作に関与（パインタラ事件）した際に、ウムボルトの父・深見圭介と交流があり、ウムボルトを厳しくも優しく見守る。石原と親しく、石原の身辺を護衛することも引き受けている。
小島卓夫、高橋、セレンズキン、星野
建国大学の学生。ウムボルトと同じ第二塾に所属する。高橋は柔道四段の腕前、セレンズキンは白系ロシア人、星野は満州国総務長官星野直樹の息子という設定。
板東、二村、柴純全、越智
建国大学の学生。第六塾に所属する。板東や二村ら日本人の学生は、五族協和の理想を掲げながら形骸化している現地の状況への抗議から馬小屋に立てこもる騒動を起こす。一方、柴ら非日系の学生は共感を示すものの中立の立場を採り、ウムボルトにも同意を求める。柴は後に建大の学生運動に関わり死去、板東は作品終盤にウムボルトの息子の訪問を受けている。

### ウムボルトの関係者
深見圭介
ウムボルトの父。日本陸軍中尉。除隊後は南満州鉄道に入社し、満鉄調査員として大陸工作に関わる。
石原莞爾とは陸軍士官学校の同期。満鉄の延伸計画の調査と称し新疆に入り、その地で当時アルマアタに流刑になっていたトロツキーと接触しようと試みるが、暴漢に襲われ妻とともに殺害される。そのとき、ウムボルトも襲撃されたが、からくも難を逃れる。川島芳子によると、通遼で張作霖のスパイ活動を行っていた。ウルジンによると、外蒙をソ連に奪われ属国にされないよう工作するという任務を与えられて、深見は通遼に向かい、ウムボルトの母親と結婚しモンゴル人のように振る舞っていた。
ウルジン（烏爾金）
満洲国軍少将。興安北警備軍司令兼興安軍官学校校長代理。ロシア語名はウルジン・ガルマーエフ。
ノモンハン事件当時、騎兵4個団の興安北警備軍を指揮する。北警備軍の軍事顧問で日本語通訳は岡本俊雄。史実ではブリヤート人としてロシア領に生まれロシア革命の際に反革命側につき、他のブリヤート人と一緒に満州に脱出。1945年、ソ連の追求を受ける前に、新京のソビエト占領軍領事館に出頭。モスクワに連行され、1947年3月13日に処刑された。1992年に名誉回復される。息子のダシニーマは建国大学を卒業し、ウランバートル国立博物館に勤務している。
作中ではウムボルトの家族と付き合いがあり、ウムボルトも幼少の頃にウルジンを「おおきなアヴ」と呼び慕っていた。満州国の民族協和思想を純粋に信奉しているが、反面、辻や花谷の謀略を嫌い、関東軍上層部とたびたび対立する。
安江仙弘
日本陸軍大佐、大連特務機関長。ウムボルトの父の深見とはシベリア出兵での戦友であった。
民族協和の理想が満州国にあると世界に示す目的のため、ユダヤ人を保護しユダヤ人自治区を築くべくに活動している。ヒューマニスティックな心情に富み、作中ではウムボルトの理解者となる。
ユダヤ問題特務機関長の犬塚惟重とともに、辻らの推し進めるトロツキー計画に反対の立場を採っており、深見の接触したトロツキーは偽物と踏み、その確認のため息子のウムボルトに対し協力を要請する。

### 満州国軍
ジョンジュルジャップ（正珠爾礼布）
満洲国軍中校。蒙古族。父親は満蒙独立運動で戦死したパプチャップ。川島芳子の元夫であるカンジュルジャップの弟。日本名・田中正。1945年8月11日、ソ連侵攻下ハイラル郊外のシヘニイで反乱を起こす。多数の日本軍官を殺害し、ソ連及び中国の戦犯となる。釈放後の1968年に病死。
作中では陰謀家として描かれており、当初はジャムツと旧知の間柄のウムボルトの存在を危険視し、その命を狙う。蒙古の誇りを捨て関東軍に取り入るような姿勢を見せているため興安軍の面々から警戒をされているが、その一方で凌陞事件（蒙古独立を画策したとして関東軍に処刑された事件。作中では妻の父としている）における日本側の対応に不満を抱き、その仇を討つ機会を狙っている。
野田又雄
日本陸軍少佐、興安南警備軍特別顧問。
典型的精強な日本軍人として描かれる。史実では十月事件に参加し、離反する青年将校が多い中最後まで橋本欣五郎側につく。離反した末松太平や大蔵栄一らは、彼と袂を別ったのにも関わらず、著書に彼への好印象を書いている。大蔵によればジョンジュルジャップと交友があったという。ノモンハン事件では通遼の興安南警備軍の特別顧問として部隊を指揮する。ウムボルトは当初、野田を兵士を戦場で死なせる冷酷な人物として嫌っていたが、次第に野田の優しい人柄に気づきはじめる。戦場でモンゴル人部隊の扱いをめぐり花谷と激しく対立する。ノモンハンで負傷、その傷が元で翌年死亡する。
須藤
日本陸軍中尉、興安軍官学校教導隊所属。山上らとは異なり、志願して軍官学校へ配属されている。モンゴルや大陸に関心があり、くすぶっている蒙古の人々を奮起させたいと意気込んでいる。おおらかな性格で、ウムボルトの良き相談相手、教導隊の面々の良き兄貴分となる。ノモンハン事件ではソ連軍による夜間砲撃の直撃に遭い戦死する。
山上
日本陸軍中尉、興安軍官学校教導隊所属。須藤中尉の弁によれば、意に反して軍官学校へ配属されることになったため、ひねくれている。ウムボルトが興安軍の配属となった当初は憎まれ口を叩くことが多かったが、次第に打ち解けるようになる。
寺崎
日本陸軍中尉、興安南警備軍所属。戦場馴れをしているが、威圧的なタイプではなく、蒙古少年隊の面々の面倒を見ている。ノモンハン事件ではソ連軍戦車部隊の攻撃を受けた際、支隊司令部を守るため蒙古少年隊を連れて、肉薄攻撃を試みるも、BT戦車の下敷きとなり戦死する。

### 関東軍
東条英機
日本陸軍中将、関東軍参謀長、のち首相。建大創設委員長。
本作中では冒頭にしか登場しないが、ライバルの石原莞爾の話になると怒りのあまり人前で取り乱してしまうなど、感情的な人物として描かれている。甘粕正彦からは「軍人としては立派だが、小さい物事に動じすぎる。陸軍大臣までならいいが、国の命運を任せることはできない」と評されている。
植田謙吉
日本陸軍大将、関東軍司令官。
本作中では辻と服部の具申した『国境紛争処理要綱』について、兵站に余裕のない現状から対ソ戦の誘発は慎むように促す。
服部卓四郎
関東軍作戦参謀、辻の同調者であり親友。辻と同様、対ソ戦争開始のための謀略に従事する。
片倉衷
関東軍参謀。中佐。
三品隆以
関東軍少佐。石原の信奉者の一人であり、作中では片倉中佐らとともに石原の構想を引き継いでトロツキー計画に関わる。その一方で、石原の構想から一歩踏み込んで対ソ戦の謀略を画策する辻の姿勢を危ぶんでいる。
花谷正
日本陸軍大佐、満州国軍高級顧問。
史実では満州事変など陸軍の数々の謀略に若い参謀として直接関わる。1956年その一部始終を公開した。柳条湖事件では、中国人浮浪者を殺害し、ポケットに偽蒋介石密書を入れ、線路爆破を仕組んだ。また、何人もの部下を殴り自殺に追い込むなどサディスティックな一面がある。
物語の最終近く、ノモンハン戦場の混乱の最中、伝令の任で司令部を訪れたウムボルトに深見圭介の面影を見てとって錯乱。深見圭介の死の真相をウムボルトに白状させられる。
田中隆吉
日本陸軍大佐、陸軍省兵務課長、元上海特務機関長。
花谷とは陸軍士官学校の同期。日本軍の謀略を実行し、日本軍の闇に通じていた人物。戦後、極東国際軍事裁判に検察側証人として出廷した。
作中では、花谷の告白からウムボルトの両親を殺害した実行犯とされ、自らが「汚れ役」を引き受けていることを中山優やウムボルトの前で自嘲気味に話すシーンがある。
小松原道太郎
第23師団長。満蒙国境で紛争が起こると3個連隊編制師団を率いて出動、ノモンハン事件の際に主力となるも、ソ連軍の機械化師団の攻勢の前に壊滅的な被害を受ける。作中ではウルジンの言を受け入れ、興安支隊を後方に下げる指示を出す。

### 満州国関係者
甘粕正彦
満映理事長で満州国協和会の幹部。元憲兵大尉。
日本の満州経営の黒幕的人物である。物語中では常に孤独な嫌われ者であるが、不思議な眼力をもち、石原、東條、松岡ら指導者の長短所を冷静的確に把握している。東条英機から石原の動向を探るように命を受け、またウムボルトの素性をも探ろうとする。物語中ではウムボルトとは終始、すれ違いの歩みをみせる。
松岡洋右
物語当時は満鉄顧問、のち外相。作中では強面外交官として登場。登場シーンは少ないが対米英強硬派として描かれている。英米に対抗するため、ドイツ・イタリアに加えてソ連との提携を考えており、そのため石原や辻の対ソ戦争の謀略を嫌う。甘粕には「ヒトラーと互角に張り合えるが、策を弄しすぎる面がある」と評価されている。
岸信介
当時、満州国国務院実業部総務司長。のちに東條内閣において商工大臣。戦後、戦犯容疑者となるも復権、のちに首相。
十河信二
満鉄理事。石原の思想に共鳴している。戦後、国鉄総裁に就任、「新幹線の父」と呼ばれる。
村岡小次郎
血盟団団員。作中では甘粕正彦の手下となって、石原莞爾の動向を探る。狂信的な反共主義者。石原を一度襲撃したが、石原の護衛をしていた植芝盛平に簡単に防がれてしまう。
楠部金吉
憲兵隊大尉、奉天特務機関の特務員。格闘技の達人であり、冷徹な姿勢からウムボルトからは東洋鬼と呼ばれている。ウムボルトの動向を探り、彼と繋がりのあるジャムツの所属する抗日聯軍を追い詰め組織の切り崩しを図るが、ウムボルトの柔術の前に敗れ去り殺害される。

### ハルビンの人々
ミリューコフ
ソ連からの亡命者。新疆の伊寧でウムボルトの父である深見圭介が接触していた相手。何らかの秘密を知っていたが、何者かによって毒殺される。殺害方法はソ連内務人民委員部（NKVD）の常套手段だが、辻政信が殺害した可能性もある。
ワシリー・カバルスキー
ハルビンユダヤ人民会評議員。辻らの推し進めるトロツキー計画について、ソ連在住のユダヤ人同胞の立場をさらに危うくするものと危険視し、ベラロッテを利用して阻止しようとする。1939年1月、何者かによって殺害され水死体として発見される。
ベラロッテ
ユダヤ人民会の工作員でソ連とのつながりもある。スターリン主義者。ウムボルトを拉致し、「ハバロフスクの人民裁判所にて人民の敵・トロツキーの犯罪性および彼と日本軍との関係を証言するように」と迫るも、ジャムツの率いる抗日聯軍に阻まれて失敗する。その後は聯軍と行動をともにし、ジャムツと関係を持っていたが、その一方で関東軍の辻参謀の動向を探り、日本の軍事行動が近いという情報を掴むと、「満州国も、抗日ゲリラも巨大な歴史の歯車が押しつぶす」と告げて彼らの下を去っていった。

### 抗日聯軍
宋丁良
抗日聯軍第七軍の司令官。組織としての先行きのなさを目の当たりにし、奉天特務機関の楠部の工作によりアヘンの上納を条件に抗日軍を一時裏切るも、ウムボルトが楠部を殺害した後は「偽でもいいから義賊の様でありたい」とウムボルトに付き従う。謝文東の率いる第八軍への合流を進言し、合流後、満州国軍との戦闘の最中に戦死する。
謝文東
抗日聯軍第八軍軍長、元中国共産党員。
元々地元の豪農であったが、1934年の土竜山事件（依蘭事変 / 関東軍による農地の取り上げと日本人武装移民に反発した大規模な農民暴動）を契機に馬賊となり関東軍に対抗し始める。やがて何ら支援のない中共に不信感を抱き、聯軍指導部の方針と対立、聯軍から離反して独自行動をとる。この作品では、ウムボルトの人柄を見込んで行動を共にするも、離反者が出るなど次第に士気を失い、日本に帰順し親日派となる。満州国の崩壊後は国民党軍に入り国共内戦を戦うも、中共軍に捕えられ漢奸として処刑される。

### 上海の人々
犬塚惟重
日本海軍大佐、対ユダヤ・対米工作特務機関（犬塚機関）長。
大連特務機関長の安江とともに、辻らの推し進めるトロツキー計画の阻止を計ろうとする。
レフ・ダヴィドビッチ・ブロンシュティン
亡命ユダヤ人。虹口の劇場でトロツキー役を演じている。十年前に新疆で偽トロツキーとして深見と接触したと見られており、亡命後は過去を消すためにあえて偽物を演じ続けている。ウムボルトは自身の記憶の中にあるトロツキーの姿そのままであると認識し、接触を試みるも、既のところを川島芳子の安国軍に踏み込まれ殺害される。アヘンの密売などで違法に資産を蓄える一方、私費で難民の宿泊所や孤児院を設立するなどして、同胞の支援を行っていた。

### その他
川島芳子
清朝皇族粛親王善耆の王女で日本人の養女。男装の麗人。作中では、労務者として潜り込んでいたウムボルトをトラブルから救い、色仕掛けで篭絡しようとするが失敗、取巻きのゴロツキに暴行させてたたき出すも、「機会があればまた会おう」としれっと発言し、ウムボルトに「最低の女」と評価される。
李香蘭
歌手・女優、戦後参議院議員として活動した山口淑子。作中では国籍を偽って女優として活動している複雑な心中をウムボルトに告白している。連載当時存命であった数少ない実在人物である。
尾崎秀実
近衛内閣の嘱託として、政策決定に影響力を加えた人物。ソビエトのスパイであり、後にゾルゲ事件で逮捕・処刑される。作中では舞鶴に半ば左遷された石原完爾を訪れ、トロツキー招聘計画の中止を訴え、石原の対ソ戦争プランに激しく反対する。この時期すでに尾崎はスパイ活動を展開していた。石原は尾崎の隠れた本当の姿をどことなく見抜いているふうでもある。

## 評価
評論家の呉智英は本作品が満州国を題材としている点について、作者の安彦が同様に開拓によって開かれた北海道の出身であることの影響を、作中のアジア主義の描写については中国文学者の竹内好からの影響を指摘している。また、漫画原作者・批評家の大塚英志は作中の背景に満州におけるユダヤ人問題が絡む点など素材の目新しさや着眼点、作画技術の高さ、戦後民主主義的な価値観が描かれている点から安彦を、「手塚治虫に最も近いところにいる『正統派』の描き手である」と評価した。
東洋史学者の塚瀬進は1990年代に本作品や山崎豊子の小説『大地の子』などの満州国を題材とした作品が人気を博した理由について、「満州国は日本人にとって忘却の彼方にあるのではなく、心の片隅にある、消せない存在であることの表れ」と評した。

### 筒井清忠による評価
社会学者の筒井清忠は本作について、満州を舞台とした作品の中で従来描かれてきた流れを「ある意味で総合しつつ、それらでは描き切れなかった満州のアラベスクの抽出に挑戦した意欲作」とし、建国大学を主軸に多彩な人物が絡みながらトロツキーをめぐり展開されるストーリーの構想力の大きさが魅力と評した。
本作はノモンハン事件をもって実質的なストーリーを終えている。これについて筒井は「著者自身が昭和十年代の日本人と同じく、大陸の大きさにのみこまれてしまったということだろうか」とし、「マンガの限界を超えた著者の雄渾の筆致で、あらためて満州国（もしくは建国大学）の興亡の全体像を描き出してもらいたいと願う」と注文した。
なお、安彦は『世界』1997年12月号のインタビューにおいて、仮に主人公のウムボルトがノモンハンにおいて戦死することがなければ、蒙古聯合自治政府を率いた徳王（デムチュクドンロブ）のように、外蒙を含めた真の蒙古独立を目指しただろうとしている。ただし、時代の流れは徳王の予想をはるかに超えて変転していたし、またウムボルト自身は身体の半分に流れる日本人の血のために、真に蒙古ナショナリズムを支持する立場には立てなかったのではないかとしている。

### 杉田俊介による評価
批評家の杉田俊介は、主人公・ウムボルトが「様々な失敗や挫折を味わうが、無垢な若々しさや、健康的な青年性を失わない」点について、鬱屈や煩悩を抱える『王道の狗』の主人公とは対照的だと指摘し、本作には安彦自身の「全共闘時代の夢や理想が託されているのだろうか」と評した。
これについて安彦は「あまり意識はしなかった」という。『王道の狗』が講談社の担当編集者との間で「事前にテーマや内容を整理して、かなり計画的に話し合った」結果であるのに対し、本作は自由な環境の中で手がけたもので、「行き当たりばったり」という自身の傾向が典型的に表れた作品だといい、「自分の過去を反映させたというよりもむしろ、この時代に生きている、という同時代感覚のほうが強い」と評している。

### いしかわじゅんによる批判
一方、漫画家のいしかわじゅんは、2004年11月29日放送のNHK・BS2の番組『BSマンガ夜話』において本作が取り上げられた際、川島芳子や李香蘭の登場シーンと、植芝盛平が合気道の技を使って主人公を投げるシーンの2例を挙げ、前者については「ドラマに登場する必然性がない」、後者については「大友克洋的な動きが描けず、既定的な絵にしかなっていない」と批判した。これに対し、安彦は白泉社版の『王道の狗』第4巻のあとがきにおいて、番組の後半部しか観ていないとした上で「そもそも川島と李の2人は中心ではなく客演者に過ぎず、合気道の技についてはプロレス技などと違い、中動作が極めて見えにくい。望むのであれば全ての動作を描いてもいい」と反論した。
こうした論争について、同番組に出演したマンガコラムニストの夏目房之介は、いしかわに世間一般には失礼にあたる発言内容が、安彦には論点の食い違いがあったとしつつ、「大友的な動きを描ける場合のほうが圧倒的に少なく、商業的な要請からしても『決めの動作』で繋げることのほうがはるかに多い。それを例にして『動きを描けない』というのは、ほとんどすべての漫画家にダメ出ししていることになる」「古武術など動作が見えないのは事実」と評した。さらに夏目は（川島や李のような）脇キャラが多く登場する点については「歴史モノ好きのリテラシーみたいなものがあり、ドラマの筋道と関係のない周辺知識の遊びに面白さがあったりする」と評した。
また、評論家の伊藤剛は「大友以前の旧世代の作家という批判は一面では当たらない。大友が革新的であったように安彦も革新的であり、こうした並行性を認めた上で初めて、両者の差異を見出すことができる」と評し、いしかわについては「何を『新しい/優れた』ものとするかという基準が80年代半ばごろの枠組みから更新されていない」という問題点を指摘した。

## 書誌情報
- 安彦良和『虹色のトロツキー』潮出版社〈希望コミックス〉、全8巻
  1. 1992年7月発売、ISBN 978-4-2679-0235-2
  2. 1992年11月発売、ISBN 978-4-2679-0240-6
  3. 1993年6月発売、ISBN 978-4-2679-0255-0
  4. 1994年5月発売、ISBN 978-4-2679-0265-9
  5. 1995年6月発売、ISBN 978-4-2679-0284-0
  6. 1995年9月発売、ISBN 978-4-2679-0292-5
  7. 1996年5月発売、ISBN 978-4-2679-0295-6
  8. 1997年1月発売、ISBN 978-4-2679-0299-4

- 安彦良和『虹色のトロツキー』中央公論新社〈中公文庫コミック〉、全8巻
  1. 2000年3月発売、ISBN 978-4-1220-3624-6
  2. 2000年3月発売、ISBN 978-4-1220-3625-3
  3. 2000年4月発売、ISBN 978-4-1220-3640-6
  4. 2000年5月発売、ISBN 978-4-1220-3657-4
  5. 2000年6月発売、ISBN 978-4-1220-3674-1
  6. 2000年7月発売、ISBN 978-4-1220-3689-5
  7. 2000年8月発売、ISBN 978-4-1220-3706-9
  8. 2000年9月発売、ISBN 978-4-1220-3722-9

- 安彦良和『愛蔵版 虹色のトロツキー』双葉社、全4巻
  1. 2010年5月19日発売、ISBN 978-4-5753-0216-5
  2. 2010年5月19日発売、ISBN 978-4-5753-0217-2
  3. 2010年6月16日発売、ISBN 978-4-5753-0233-2
  4. 2010年6月16日発売、ISBN 978-4-5753-0234-9